# Trattato di York (1464)

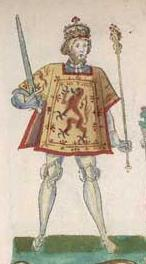
Giacomo III di Scozia aveva 12 anni quando i suoi diplomatici conclusero il Trattato di York

Il Trattato di York fu firmato, tra l'Inghilterra e la Scozia, il 1º giugno 1464 a York e aveva lo scopo di stabilire 15 anni di pace. In precedenza la Scozia aveva sostenuto la sconfitta Casa di Lancaster nella Guerra delle due rose.

## Situazione

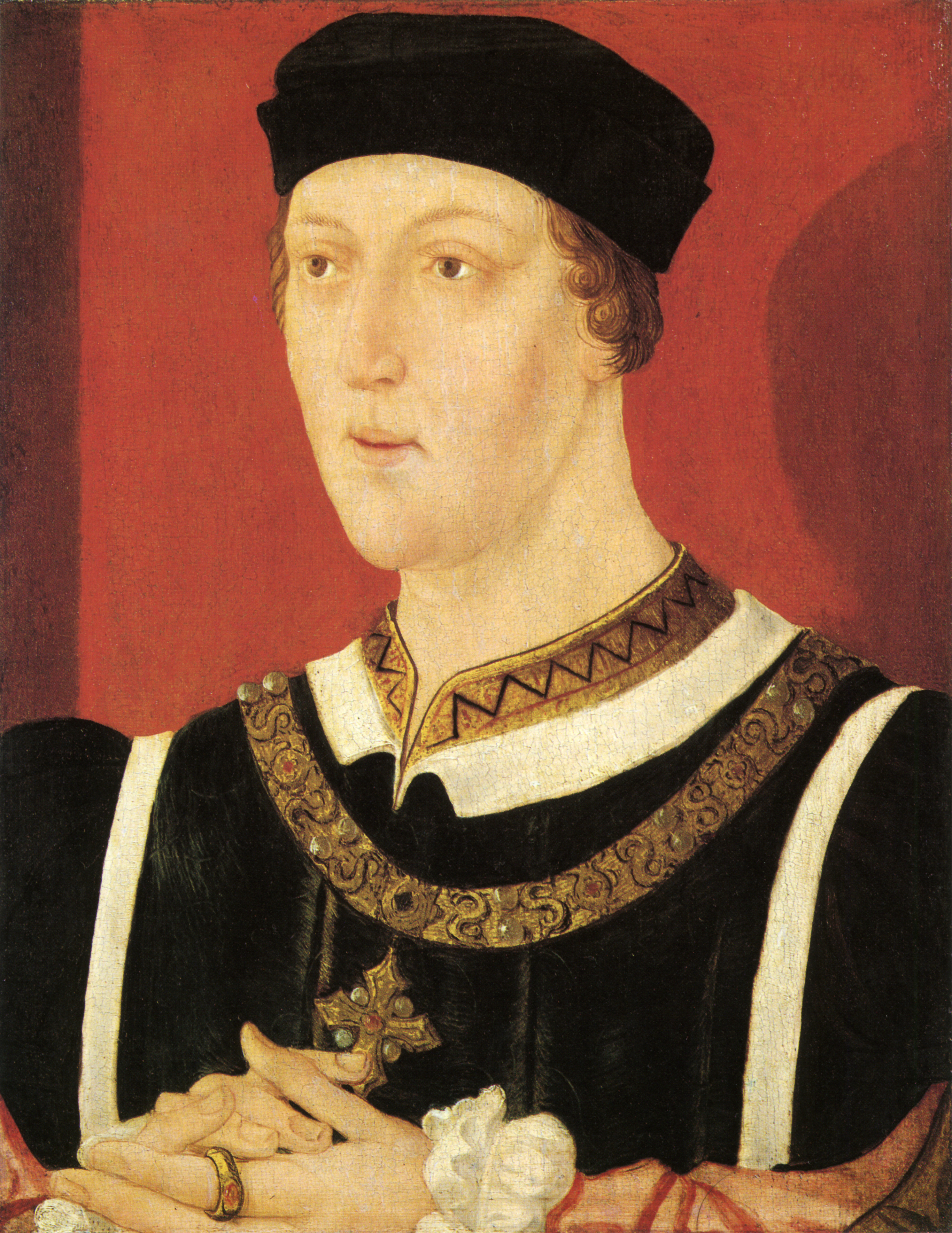
Il re dei Lancaster in esilio Enrico VI aveva trovato rifugio in Scozia

Al momento del negoziato Alexander Stewart, duca di Albany e il vescovo Spens erano prigionieri in Inghilterra. La politica estera scozzese era dominata dal vescovo James Kennedy dopo la morte di Maria di Gheldria nel dicembre 1463. Poiché il sostegno pratico di Luigi XI di Francia era improbabile, la Scozia fu costretta ad abbandonare la sua alleanza con la Casa di Lancaster e a trattare con lo Yorkista Edoardo IV d'Inghilterra.
In precedenza, il Lancaster Enrico VI d'Inghilterra, sua moglie Margherita d'Angiò e il figlio, principe Edoardo, avevano trovato rifugio in Scozia dopo la battaglia di Towton nel 1461. Margherita aveva promesso di consegnare Berwick-upon-Tweed e Carlisle alla Scozia, ma questi piani non giunsero a nulla di definitivo, oltre alla temporanea consegna di Berwick per vent'anni, con un fallito assedio congiunto scozzese e lancastriano di Carlisle e una spedizione di successo per aiutare la guarnigione dei Lancaster al Castello di Alnwick nel gennaio 1463.
Un'invasione al castello di Norham, nel luglio 1463, fu un fallimento seguito rapidamente dalla devastazione ai confini scozzesi da parte di Richard Neville, conte di Warwick e conte di Douglas, sostenitore degli York. Douglas aveva cementato la sua alleanza con il Trattato di Westminster. Margherita e il principe Edoardo lasciarono la Scozia per la Borgogna dopo la sconfitta a Norham. Alla fine Enrico VI si recò in Inghilterra e fu catturato nel Lancashire nel luglio 1465.

## Avvenimenti
Il vescovo Kennedy non partecipò ai negoziati. I delegati scozzesi erano: Andrew, vescovo di Glasgow, Archibald, abate di Holyrood, James Lindsay, Priore di Lincluden, Custode del Sigillo Privato, Colin Campbell, Duca di Argyll, William, Lord Borthwick, Robert, Lord Boyd e Alexander Boyd di Drumcol.
Quelli di Edoardo IV erano: il Cancelliere, George, Vescovo di Exeter, Richard, conte di Warwick e Salisbury, John Neville, I marchese di Montagu, Ralph, barone Greystoke, Robert, Baron Ogle, Il dottor James Goldwell, decano di Salisbury, Sir James Strangeways e Sir Robert Constable, con Roger Thornton.
Il trattato fu concluso a Newcastle upon Tyne nel dicembre 1465 con una tregua aumentata a 40 anni fino al 31 ottobre 1519. L'estensione fu ratificata da Edoardo IV il 1º gennaio 1466.
Il successivo accordo anglo-scozzese del 1497, negoziato presso la chiesa parrocchiale di Ayton dall'ambasciatore spagnolo Pedro de Ayala, si riferiva agli accordi commerciali presi a York. Gli articoli del 1464 relativi agli affari marittimi erano più o meno gli stessi di quelli del trattato di Durham del 1449, tranne che in caso di naufragio, la nave e il carico sarebbero rimasti di proprietà degli eventuali sopravvissuti. L'isola inglese di Lundy e le terre scozzesi di Lorne furono escluse dal trattato.

## Vent'anni dopo
Il trattato fu rotto da Giacomo III ed Edoardo IV nel 1480. Nel giugno 1480, Edoardo IV diede ordine di radunare un grande esercito con artiglieria nell'East Riding dello Yorkshire dalle contee settentrionali, guidato da Riccardo, duca di Gloucester. Nel marzo 1481 Edoardo commissionò cannoni e artiglieri per una spedizione navale contro la Scozia, composta da undici navi da guerra sotto il comando di Richard Simmons, Master of the Grace Dieu e in giugno rinnovò la sua lega con John Islay, Conte di Ross e Donald Gorve (Gorm). L'11 giugno 1482, al castello di Fotheringhay, il fratello minore di Giacomo III, Alexander Stewart, duca di Albany, si dichiarò re di Scozia e promise per trattato di consegnare Berwick e altri luoghi a Edoardo e di rompere l'Auld Alliance con la Francia. La città di Berwick si arrese all'esercito di Edoardo nel luglio 1482 e il castello si sottomise ad agosto.